# Strouhání (chod koně)
Strouhání je nepravidelnost chodu koně. Noha při dopadu na zem zraňuje sousední nohu. Příčiny mohou být různé – únava, špatná stavba těla, nevhodná podkova, atd. Končetiny se musí chránit zvony nebo kamašemi, pomoci může i zkušený podkovář, který kopyto speciálně upraví a použije podkovu strouhavku.